# Ulica Armii Krajowej w Ełku
Ulica Armii Krajowej w Ełku – jedna z dwóch głównych reprezentacyjnych ulic Ełku obok ulicy Wojska Polskiego oraz jedna z najstarszych ulic, jako położona w Centrum, pokrywającym się z obszarem historycznego Ełku.

## Historyczne nazwy
- XIX wiek - do ok. 1915 – Bahnhofstraße (pol. ul. Dworcowa)
- ok. 1915–1945 – Hindenburgstraße (pol. ul. Hindenburga)
- PRL – ul. Armii Czerwonej
- po 1989 – ul. Armii Krajowej

## Parki i place
- Park Solidarności
- Skwer Zesłańca Sybiru, zlikwidowany w grudniu 2012 roku

## Zabytki

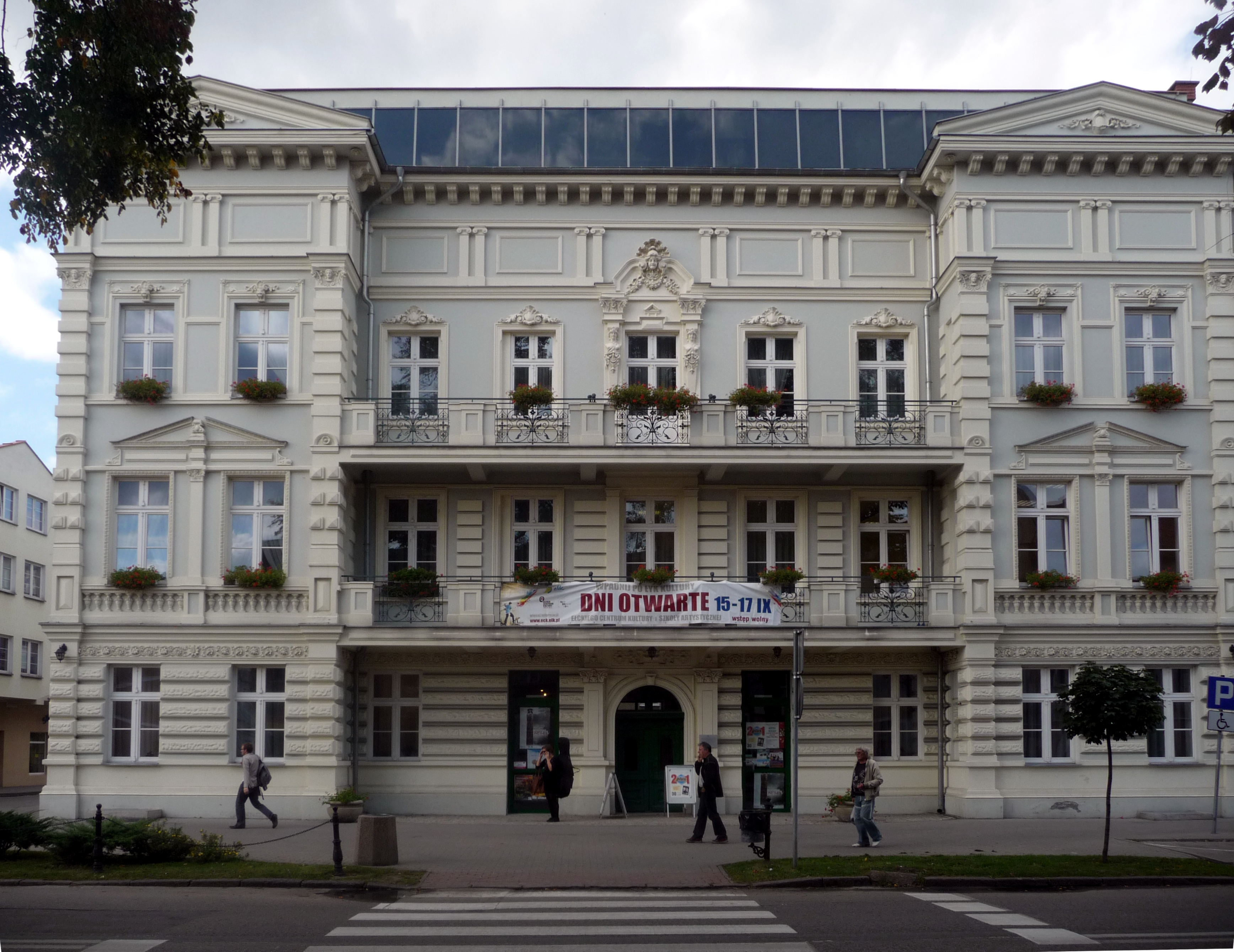
Budynek Szkoły Artystycznej

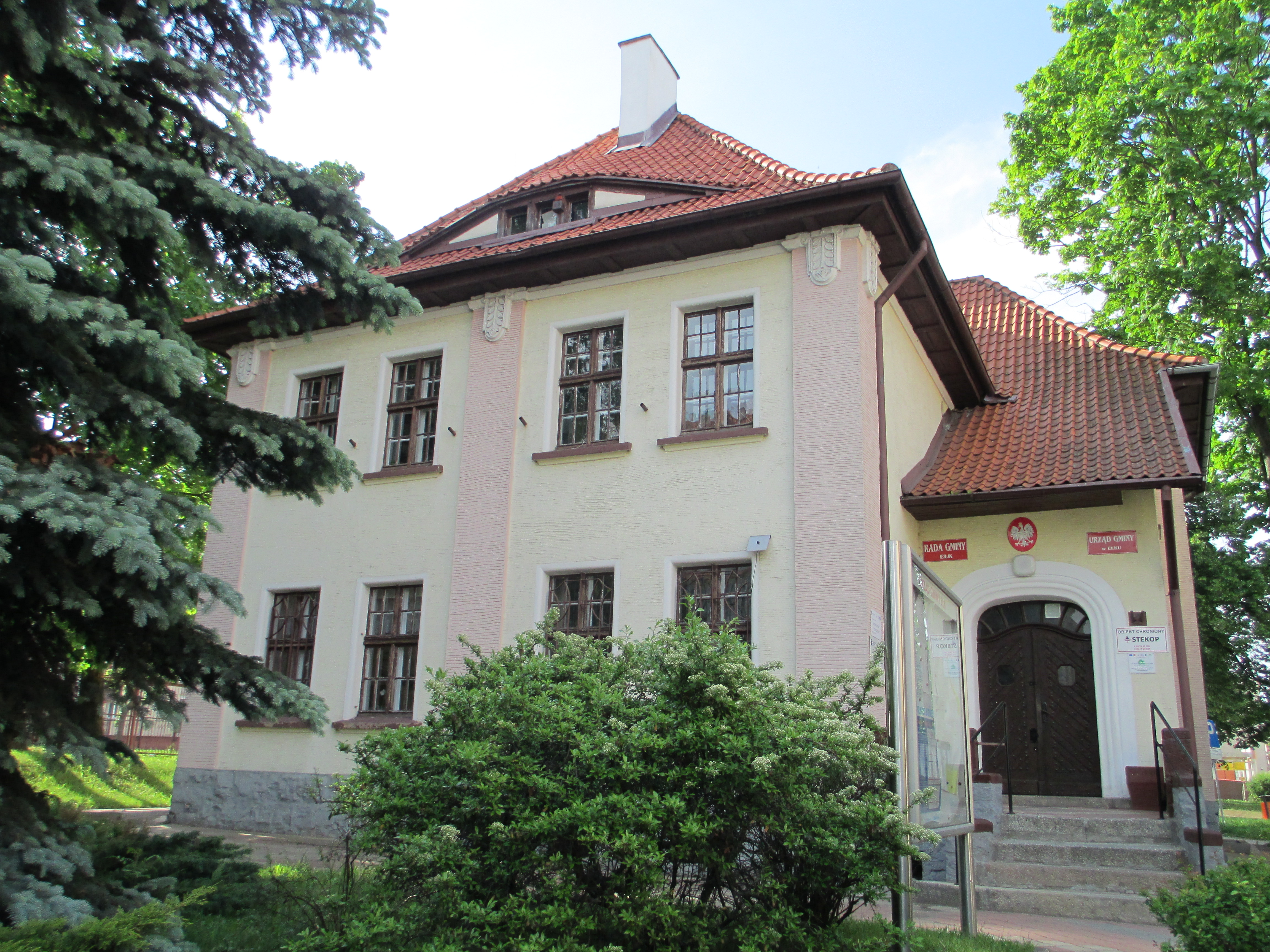
Urząd Gminy

Przy ulicy znajduje się osiem budynków wpisanych do rejestru zabytków, co jest najwyższym wynikiem w mieście. 
- Kościół Najświętszego Serca Pana Jezusa w Ełku (poewangelicki; XIX w.)
- kamienica, ul. Armii Krajowej 10
- sala sportowa, siedziba Miejskiego Klubu Bokserskiego Mazur Ełk, ul. Armii Krajowej 16
- kamienica, ul. Armii Krajowej 18
- kamienica, ul. Armii Krajowej 20
- Budynek Szkoły Artystycznej, ul. Armii Krajowej 21
- kamienica, ul. Armii Krajowej 23
- kamienica, ul. Armii Krajowej 25

Ponadto pomiędzy kwadratem ulic Armii Krajowej, 3 Maja, Mickiewicza i Małeckich mieści się zabytkowy Park Solidarności i na skrzyżowaniu ulic Dąbrowskiego i Armii Krajowej mieści się zabytkowy dworzec kolejowy. Poza wymienionymi obiektami przy ulicy znajduje się szereg niewpisanych do rejestru zabytków obiektów w tym kamienice, budynek poczty i budynek Zespołu Szkół Mechaniczno–Elektrycznych.

## Obiekty
- Centrum Handlowe "Bazar"
- Hotel Rydzewski
- Miejska Biblioteka Publiczna w Ełku
- Urząd gminy Ełk
- Zespół Szkół Mechaniczno–Elektrycznych w Ełku
- Miejski Park Solidarności

## Galeria kamienic

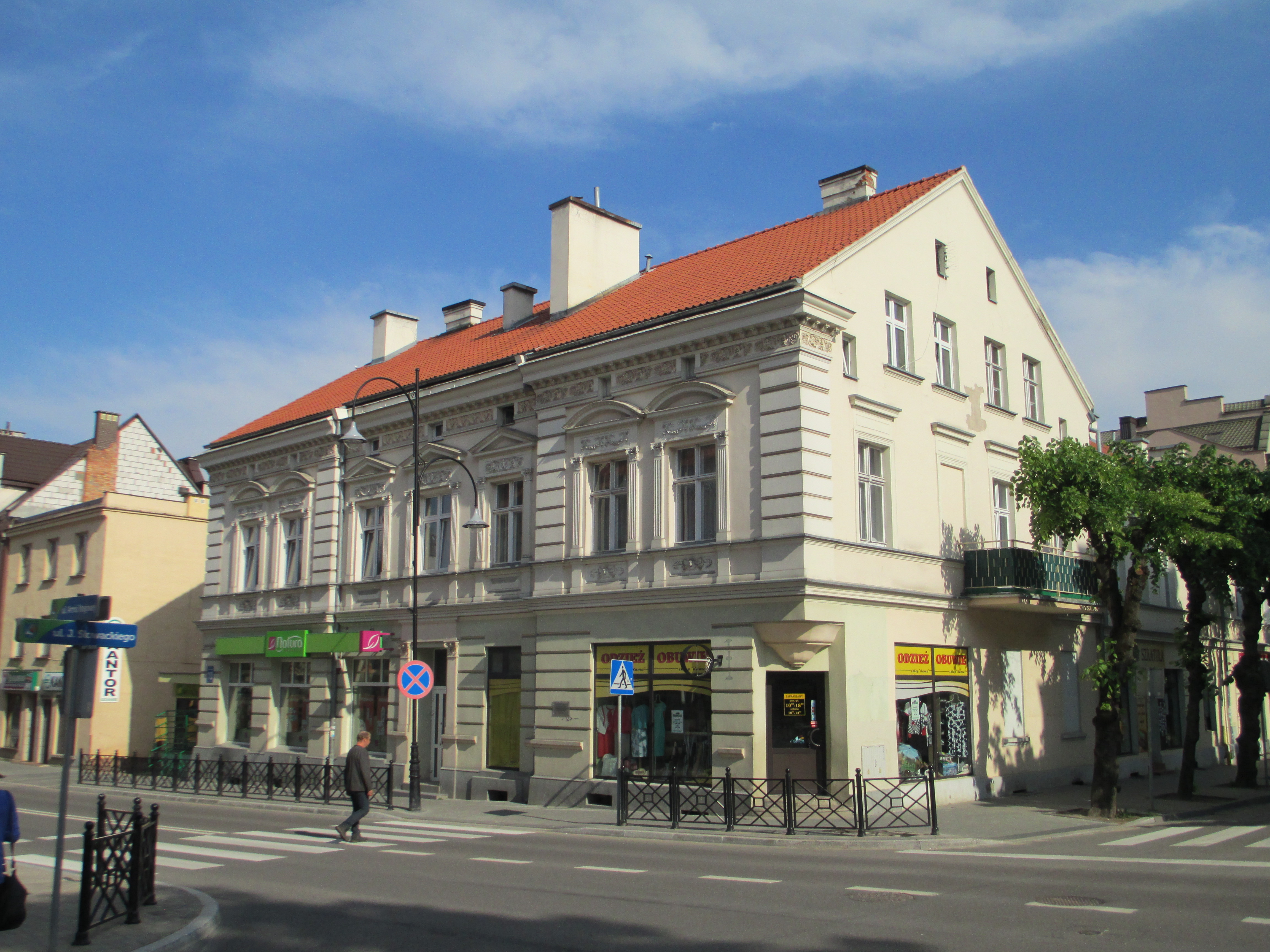
Kamienica przy ul. Armii Krajowej
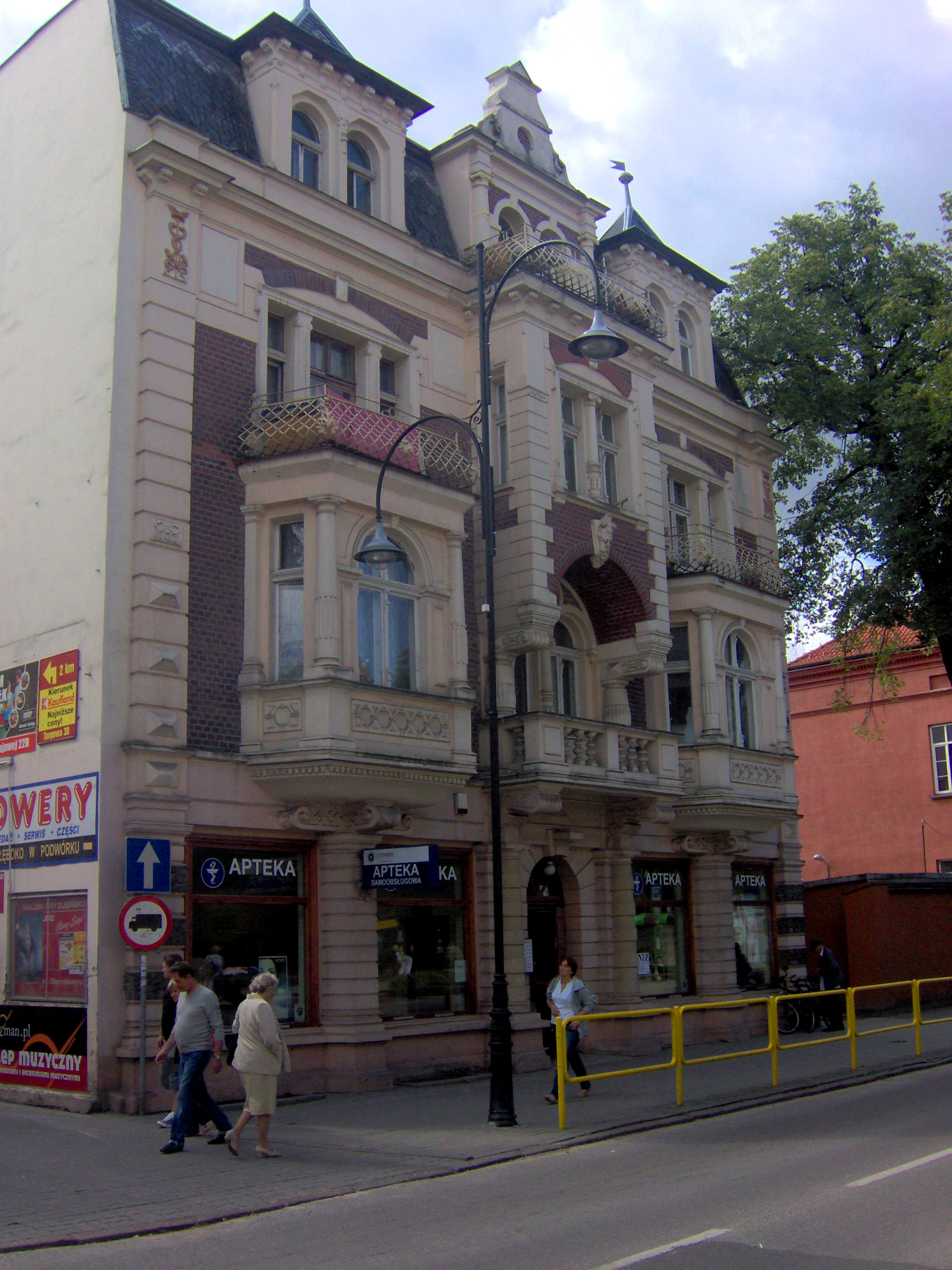
Kamienica przy ul. Armii Krajowej 20
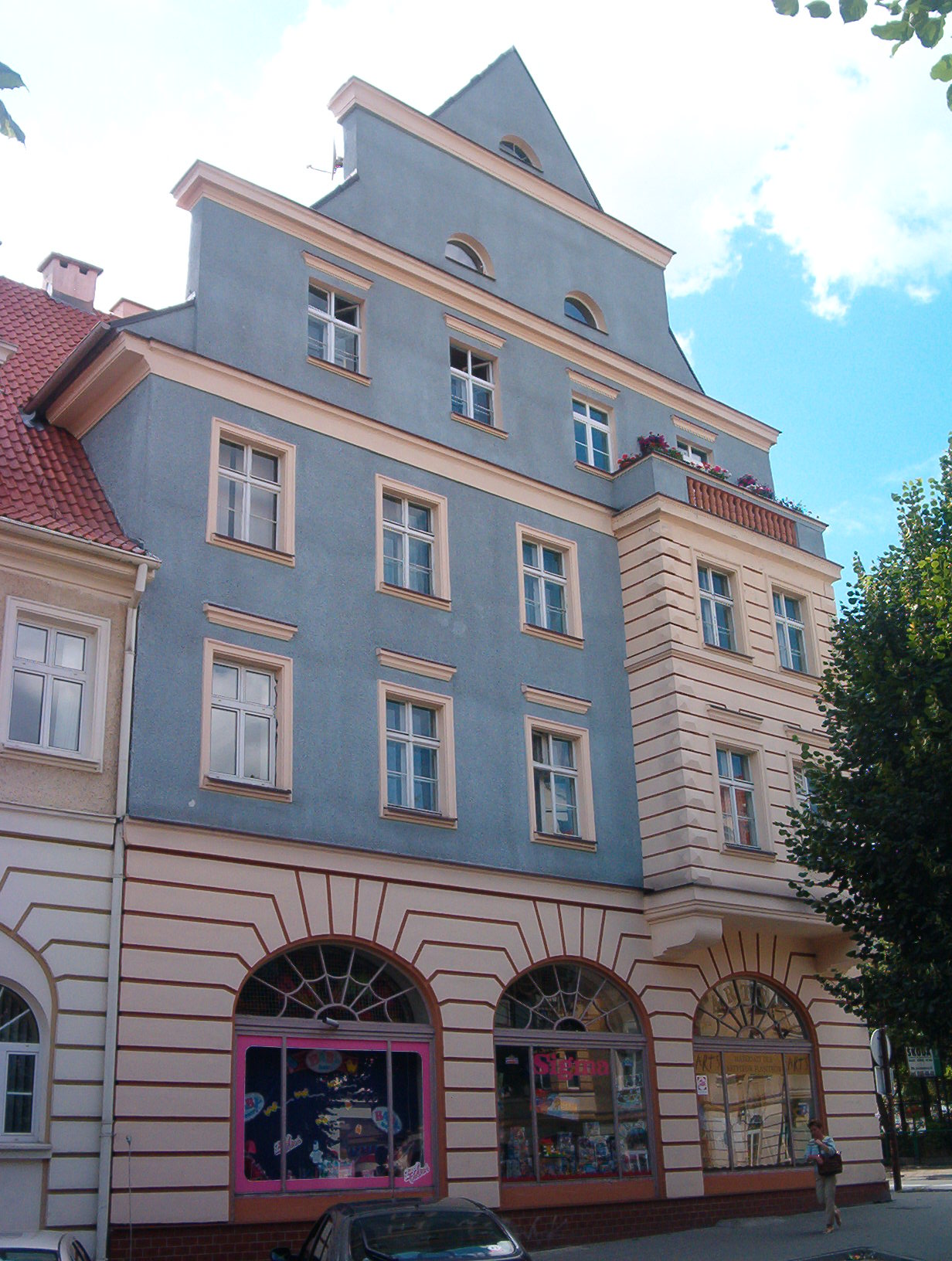
Kamienica przy ul. Armii Krajowej 8
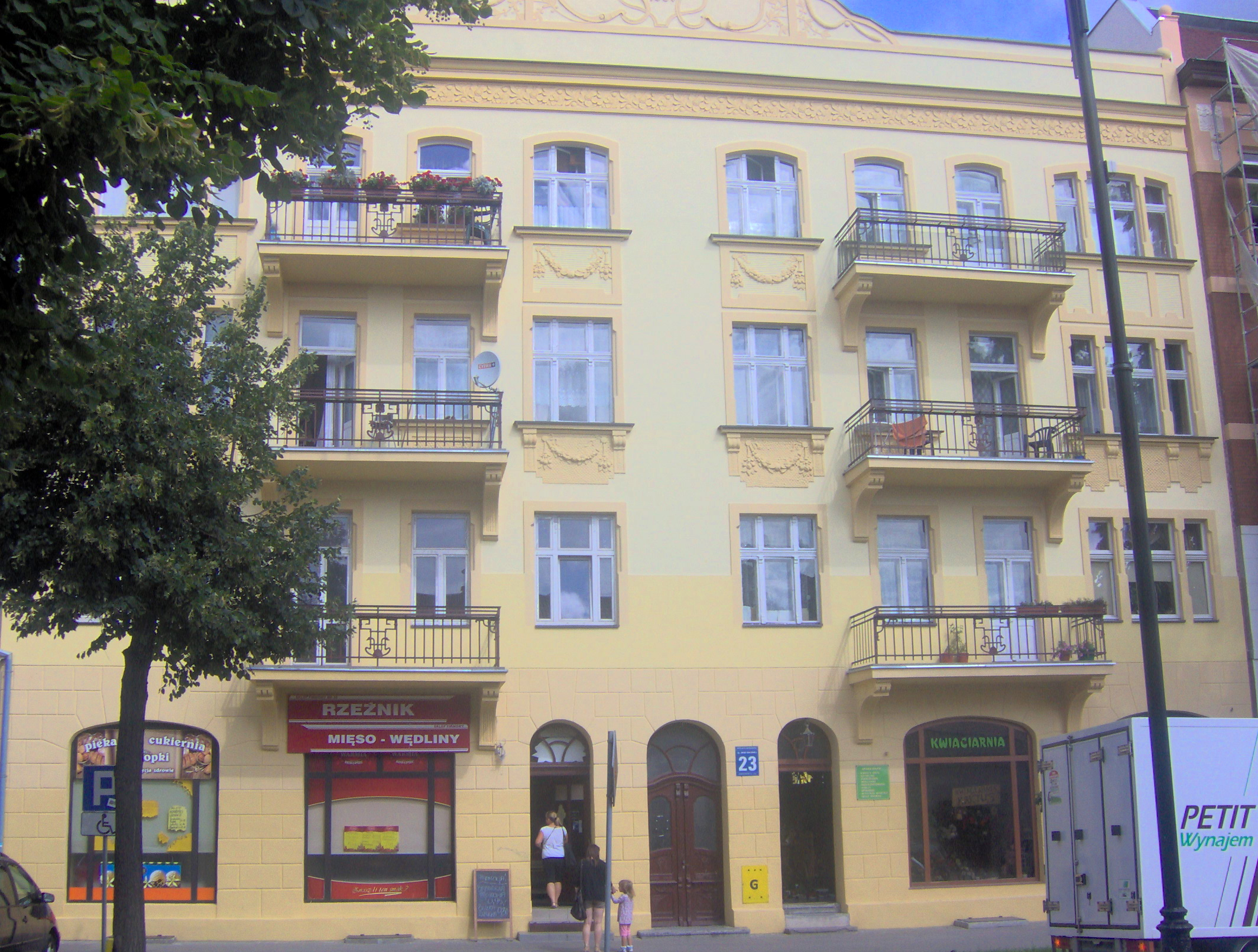
Kamienica przy ul. Armii Krajowej 23